# NGC 3055
NGC 3055 je galaksija u zviježđu Sekstantu.

## Vanjske poveznice
- SEDS: NGC 3055